# Microstylum lituratum
Microstylum lituratum är en tvåvingeart som beskrevs av Friedrich Hermann Loew 1863. Microstylum lituratum ingår i släktet Microstylum och familjen rovflugor. Inga underarter finns listade i Catalogue of Life.